# 江心寺
江心寺（こうしんじ）は、中華人民共和国浙江省温州市鹿城区にある仏教寺院。現寺は清代の乾隆五十四年（1789年）の所建である。

## 歴史
六朝の時、西域高僧諾巨那尊者がその山秀地霊を喜び、結庵して居した。
江心寺は、唐代の咸通七年（866年）の創建で、当時は「普済禅院」と称した。
北宋の開宝二年（969年）、淨信講院が修築されている。南宋の建炎四年（1130年）、宋高宗趙構は金兵を避けるために南下した時、普寂禅院に住んだことがある。紹興元年（1131）、宋高宗から、「龍翔禅寺」の名を賜った。紹興七年（1137年）、僧の清了は皇帝の命令を奉じて江心嶼に来て、壇を設けて、お経を伝えた。
1952年、地元政府は寺院を修復する。住職寂山は天王殿を修復しており。
1983年、中華人民共和国国務院は仏寺を漢族地区仏教全国重点寺院に認定した。

## 伽藍

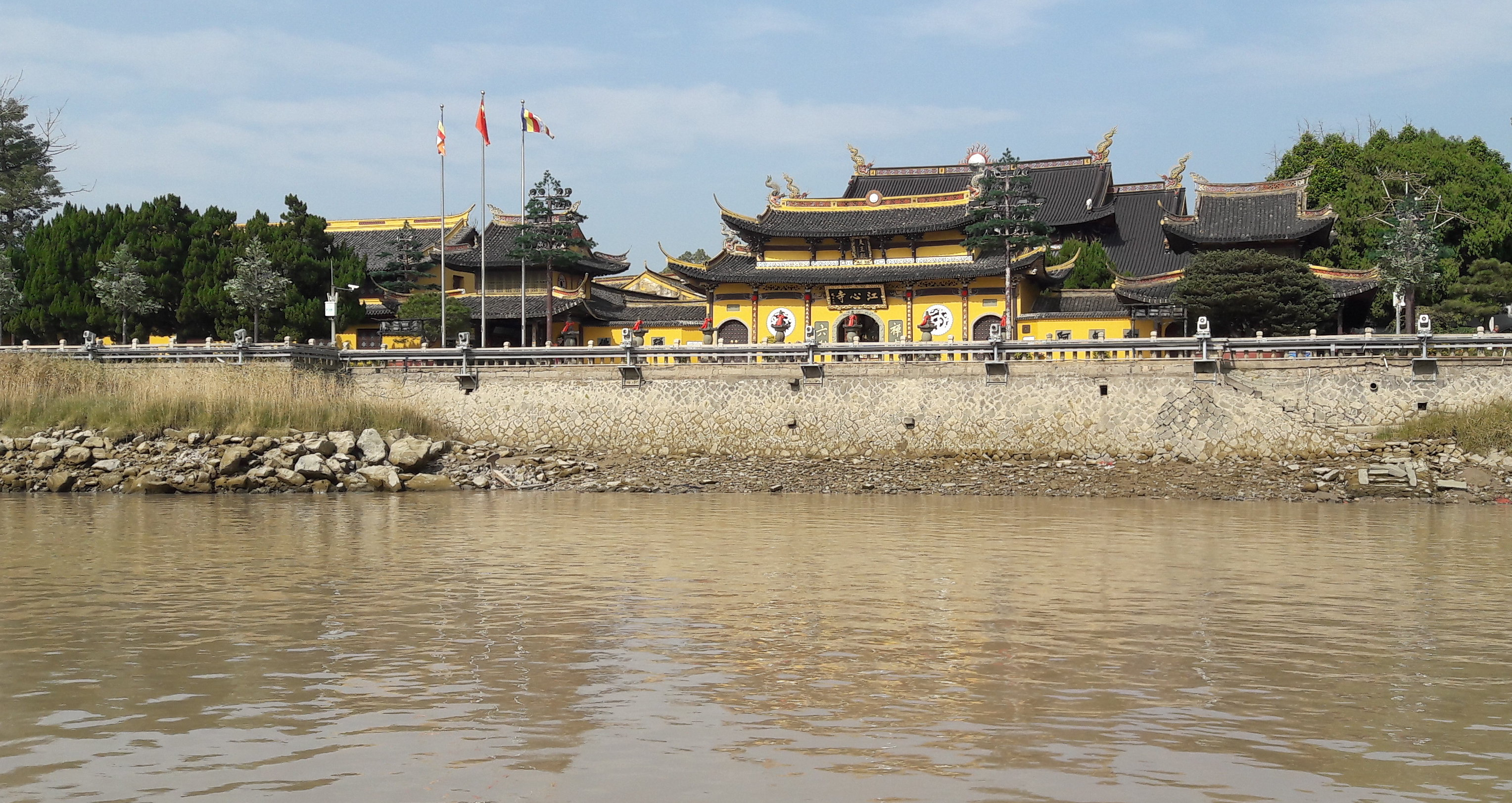

天王殿、鐘鼓楼、大雄宝殿（本堂）、三聖殿、方丈室、斎堂
- 東塔：唐代の咸通十年（869年）を建立した。宋代劉愈の『東西塔記』に「（東塔）頃因兵火、与院倶燼、惟故址存、紹興戊午（1138年）……鳩工修建、撤而築之……凡形制厳飾、悉与西塔等。」と記録されている。

- 西塔：宋代劉愈の『東西塔記』に「……旧有宝塔、其西建于后唐之末、其東建我宋天聖間。」と記録されている。明代王典の『重修江心孤嶼東塔記』に「西塔創自唐咸通、而東塔則自宋開宝……」、盧逵『重修江心嶼両塔記』に「東塔創始宋開宝、西塔創始唐咸通……」と記されている。清代の『温州府志』に「東塔唐咸通十年建、明万暦十九年邑人王叔杲重建。西塔宋開宝三年建、万暦二十三年王叔杲配林恭人重建。」、『永嘉県志』に「……唐咸通間建西塔、宋開宝間建東塔、元豊年間賜東塔為普寂院、西塔為浄興院。」と記されている。

- 興慶寺：又の名は浄信講院と西塔寺院という。清代の嘉慶の時は寺院を重修した。

- 宋文信国公祠：明代の成化十八年（1482年）を増築した。

- 浩然楼：万暦八年（1580年）を建立した。乾隆五十九年（1794年）、「孟楼」と改称。光緒元年（1875年）は楼を重修した。古い名前を回復する。

- 澄鮮閣：澄鮮閣は、北宋の崇寧元年（1102年）の創建で、初名は水陸閣。万暦十年（1591年）は楼を重修した、「澄鮮閣」と改称。南朝宋初の郡守である謝霊運はこの島に、「乱流趨正絶、孤嶼媚中川。雲日相輝映、空水共澄鮮」という有名な詩句を書いたことがある。

- 江心公園：1974年に建てられた年、1990年に竣工。

- 盆景園：光緒二十年（1894年）を建立した。

- 温州革命烈士紀念館：1956年7月1日を建立した。

## 重要文化財
- 宋代の古鐘
- 清代の秦瀛『宋文信国公造像題記』石碑

## 主な住僧
- 青了（真歇）禅師[3]
- 華山和尚
- 薇山和尚
- 欽雲和尚
- 弘一
- 寂山
- 木魚
- 智明

## 文学
朱熹の「開天気象」の額
王十朋の「雲朝朝朝朝朝朝朝朝散、潮長長長長長長長長消」の対聯
宋代の詩に云く：
| 「 | 孤嶼今才見、元来却両峰。 塔灯相対影、夜夜照蛟龍。 | 」 |

文天祥の詩に曰く：
| 「 | 楼高百尺蜃吐気、塔聳双角龍昂頭。 | 」 |

乾隆帝の「円通殿」の額
閩浙総督伍拉納の「慈航普渡」の額
陳寿宸の対聯「四面烟波、幾疑蓬島移来、金山飛到。一龕香火、剩有蜀僧勝跡、宋篳遺踪。」

## 參考書目
- 明代の周洪漠『江心寺記』